# حاجي أباد (غلزار بردسير)
حاجي أباد (بالفارسية: حاجی‌آباد) هي قرية تقع في إيران في البلدة المركزية.